# Râul Păcurei
Râul Păcurei este un curs de apă, afluent al râului Bâsca Chiojdului. 